# Diecezja Sololá–Chimaltenango
Diecezja Sololá–Chimaltenango (łac. Dioecesis Sololensis-Chimaltenangensis) – diecezja Kościoła rzymskokatolickiego w Gwatemali. Należy do archidiecezji Los Altos Quetzaltenango–Totonicapán. Została erygowana 31 grudnia 1996 roku na miejsce diecezji Sololá istniejącej od 1951 roku.

## Główne świątynie
- Katedra: Katedra Matki Bożej Wniebowziętej w Sololá
- Konkatedra: Konkatedra św. Anny w Chimaltenango

## Ordynariusze
- Angélico Melotto Mazzardo OFM (1959–1986)
- Eduardo Ernesto Fuentes Duarte (1986–1997)
- Raúl Antonio Martinez Paredes (1999–2007)
- Gonzalo de Villa y Vásquez SJ (2007–2020)
- Domingo Buezo Leiva (od 2021)